# مجله علم و مهندسی مواد ایران
مجله علم و مهندسی مواد ایران (به انگلیسی: Iranian Journal of Materials Science and Engineering) یک فصلنامهٔ تخصصی مهندسی مواد است که توسط دانشگاه علم و صنعت ایران، انجمن مهندسین متالورژی ایران و انجمن سرامیک ایران به زبان انگلیسی چاپ می‌شود.
این مجله در سال ۲۰۰۷ بیشترین ضریب تاثیر را در بین مجلات پایگاه استنادی جهان اسلام داشت.